# Pičín
Pičín är en ort i Tjeckien.   Den ligger i regionen Mellersta Böhmen, i den centrala delen av landet, 50 km sydväst om huvudstaden Prag. Pičín ligger 473 meter över havet och antalet invånare är 534.
Terrängen runt Pičín är platt åt sydost, men åt nordväst är den kuperad.Runt Pičín är det ganska glesbefolkat, med 32 invånare per kvadratkilometer. Närmaste större samhälle är Příbram, 7,0 km sydväst om Pičín. I omgivningarna runt Pičín växer i huvudsak blandskog.